# Svjetski kalendar
Svjetski kalendar (The World Calendar) je prijedlog reforme gregorijanskog kalendara, koji je kreirala Elisabeth Achelis iz Brooklyna, New York.

## Osobine
Svjetski kalendar je vječni kalendar s 12 mjeseci i jednakim kvartalima. Vječan je jer ostaje isti svake godine. 
Svaki kvartal počinje u nedjelju i završava se u subotu. Kvartali su jednaki, svaki ima točno 91 dan odnosno 13 tjedana odnosno 3 mjeseca. Tri mjeseca imaju redom 31, 30 i 30 dana. Dakle, svaki kvartal počinje mjesecom od 31 dan, nazvanim siječanj, travanj, srpanj i listopad. 
Četiri kvartala imaju 364 dana, tako da je potrebno umetnuti još jedan ili dva dodatna dana kako bi se održao isti dan Nove godine kao i kod gregorijanskog kalendara:
Worldsday - ("Svjetski dan")
Posljednji dan godine, poslije 30. prosinca. Ovaj dodatni dan je označen s "W", jednak je 31. prosincu i nazvan je Worldsday kao svjetski praznik završetka godine. Slijedi ga nedjelja, 1. siječnja u novoj godini.
Leapyear Day - ("Dan prijestupne godine")
Ovaj dan se dodaje na kraj drugog kvartala, u prijestupnim godinama. Također je označen s "W" i odgovara 1. srpnju u prijestupnoj gregorijanskoj godini. Slijedi ga nedjelja, 1. srpnja po svjetskom kalendaru.
Ova dva dana se smatraju 24-satnim "pauziranjem" kalendara. Oni su "interkalirani" dani koji nemaju oznaku dana u tjednu. Zamišljeni su kao neradni dani.

## Prednosti i problemi
Kao i kod drugih prijedloga za reformu kalendara, pristalice mogu ukazati na nekoliko prednosti svjetskog kalendara u odnosu na sadašnji gregorijanski.
Oni ističu njegovu jednostavnu strukturu. Svaki dan tjedna je svake godine pod istim datumom. Kvartalne statistike je lakše usporediti, jer su četiri kvartala iste dužine svake godine. Štedi se na tiskanju kalendara, jer se mijenja samo broj godine. Radni i školski rasporedi se ne moraju nepotrebno izmišljati svake godine, uz velike troškove. Svako može upamtiti i koristiti svjetski kalendar.
Svjetski kalendar unosi manje promjene u gregorijanski kalendar od drugih reformskih prijedloga za uvođenje jednostavnijeg i vječnog kalendara - najkraće rečeno, u prostoj godini je veljača produžena za dva dana i travanj za jedan, na račun ožujka, svibnja i kolovoza.
Pošto je svjetski kalendar vječan, nema potrebe mijenjati primjerke kalendara svake godine. Od 1. rujna do 28. veljače kalendar je identičan gregorijanskom kalendaru, s tim što je 31. prosinca po gregorijanskom kalendaru označen s W ("Svjetski dan") u svjetskom kalendaru. Ali, ostali datumi u svjetskom kalendaru se razlikuju, iako ne više od dva dana u odnosu na datume gregorijanskog kalendara.
Druga mana bi mogla biti to što ljudi s rođendanima na radni dan nikada ne će slaviti rođendan vikendom. Naravno, važi obrnuto za one s rođendanom upravo na vikend.

### Religijske primjedbe
Glavni protivnici svjetskog kalendara su lideri religija koji vrše bogoslužje u skladu sa sedmodnevnim ciklusom. Za Židove, kršćane i muslimane, osobiti dani bogoslužja su drevni i fundamentalni elementi njihove vjere. Za kršćane je nedjelja "dan Gospodnji", subota je dan odmora za Židove, a petak dan posebne molitve (Džume) za muslimane. Pristalice ovih religija ističu da umetnuti dani remete tradicionalni tjedni ciklus. Tjedan sa "svjetskim danom" bi imao 8 dana pa bi dani bogoslužja odstupali jedan dan svake godine (2 dana u prijestupnoj) u odnosu na tjedan svjetskog kalendara. To bi značilo da vjerski dan odmora više ne bi koincidirao s vikendom. 
Pristalice svjetskog kalendara ne poriču da je njihov sustav u sukobu s tradicijama dobrog dijela svjetskog stanovništva, ali tvrde da bi oni koji žele održati sedmodnevni tjedan mogli smatrati Worldsday i Leapyear Day kao "duple" svete dane.

### ISO 8601
Svjetski kalendar, za razliku nekih drugih sličnih prijedloga, nije u skladu s međunarodnim standardom ISO 8601, koji je zasnovan na gregorijanskom kalendaru. Razlike su u tome što je prvi dan tjedna ISO 8601 ponedjeljak a ne nedjelja i ISO 8601 ne podržava umetnute dane.

## Pozadina i povijest
Svjetski kalendar ima korijene u kalendaru koji je predložio opat Marco Mastrofini, kojim se namjeravala reforma gregorijanskog kalendara tako da svaki 1. siječnja bude nedjelja, i da godina ima jednake kvartale od po 91 dan. Preostali 365. dan Sunčevog ciklusa bi bio "umetnuti" dan na kraju godine i opcijski sveti dan. U prijestupnim godinama bi još jedan "interkalirani" dan slijedio subotu, 30. lipnja.
Elizabeth Achelis je 1930. osnovala Asocijaciju svjetskog kalendara (TWCA) s ciljem globalnog usvajanja istog. Sljedećih četvrt stoljeća je ovo funkcioniralo kao The World Calendar Association, Inc. Tijekom 1930-tih, podrška konceptu je rasla u Ligi naroda, prethodniku Ujedinjenih naroda. Elizabeth je 1931. osnovala "Novine kalendarske reforme", objavljivala ih sljedećih 25 godina (Journal of Calendar Reform), The World Calendar Association ih je objavljivala i distribuirala tromjesečno 1930-1955 i napisala pet knjiga o konceptu ovog kalendara.
Poslije Drugog svjetskog rata, Elizabeth je zatražila globalnu podršku u svjetskom kalendaru. Pokret je privlačio međunarodnu pažnju a zakoni uvedeni u Kongresu SAD su čekali na međunarodne odluke, pa je Elizabeth poslušala savjet i prihvatila da su Ujedinjeni narodi odgovarajuće tijelo odlučivanja o kalendarskoj reformi. SAD su u Ujedinjenim narodima 1955. znakovito odložile univerzalno prihvaćanje tako što su zadržale podršku "osim ako takvoj reformi ne bude davala prednost značajna većina građana SAD preko svojih predstavnika u Kongresu SAD". Ulogu u tome je odigrala gore spomenuta briga da bi novi kalendar poremetio tradicionalni 7-dnevni ciklus bogoslužja. Elizabeth je iste godine pisala (JCR Vol. 25, str. 169): "Dok su [naše] podružnice i odbori tijekom godina, a i danas, bili u stanju prići svim granama svojih vlada, ovdašnja... Asocijacija je spriječena u traženju donošenja zakona u SAD kako ne bi izgubila status izuzetosti od poreza. Zbog ovoga sam spriječena da u svojoj zemlji uradim ono što od svih drugih podružnica tražim da urade u svojim". 
Ona je 1956. raspustila TWAC, Inc. Udruženje je nastavilo postojati kao Međunarodna asocijacija svjetskog kalendara (IWCA) do kraja stoljeća s nekoliko direktora među kojima je bila i Molly E. Kalkstein, potomka Elizabeth koja je tijekom mandata 2000-2004 osigurala prvu službenu internetsku stranicu Asocijacije. Udruženje se reorganiziralo 2005. kao The World Calendar Association, International. Trenutačno je aktivno s novim naporima u smjeru usvajanja svjetskog kalendara i to 2012. Sadašnji direktor je Wayne Edward Richardson iz Ellinwooda.